# Meldi (Kelten)
Die Meldi, auch Meldii (lateinisch, eingedeutscht Melder), waren ein gallischer Stamm aus dem Gebiet der Belgae. Der Name der Meldi ist in der Stadt Meaux (Civitas Meldorum) erhalten geblieben. Der ursprüngliche Stadtname war Iantinum. Eine dort gefundene Weiheinschrift für Atesmerius lässt in diesem eine Stammesgottheit vermuten.
Das Wohngebiet der Meldi war der Unterlauf der Matrona (Marne) im Bereich der heutigen Île-de-France, nördlich von Paris; in ihrem Gebiet ließ Caius Julius Caesar im Jahre 54 v. Chr. Schiffe bauen, die er für seine zweite Invasion Britanniens benötigte. Es waren flachere und breitere Schiffe, die sich schneller beladen und an den Strand ziehen ließen als jene, die er bei der vorangegangenen Expedition verwendet hatte.